# بسكويت الشطائر

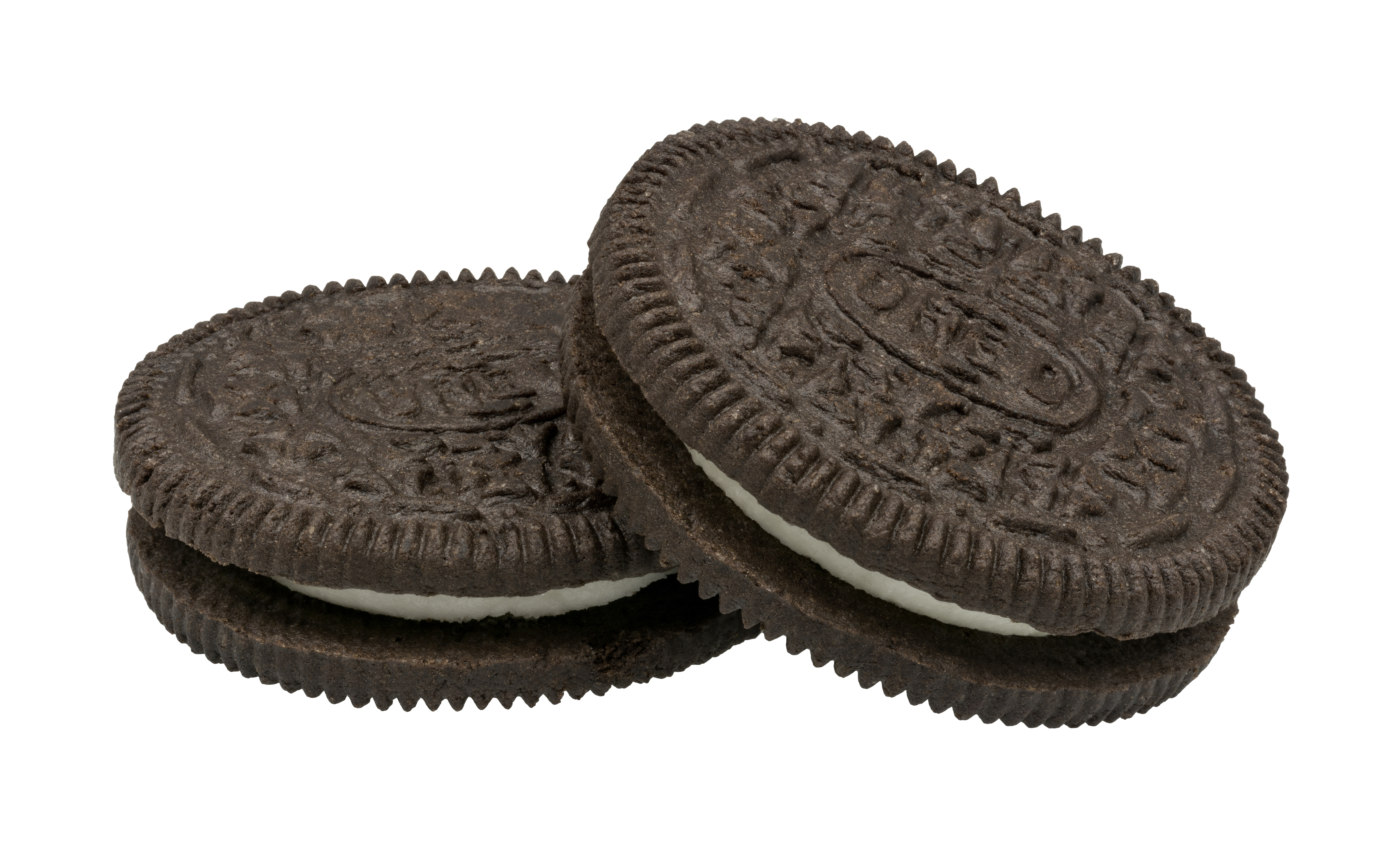
يباع بسكويت الشطائر أوريو في جميع أنحاء العالم وهو يعد العلامة التجارية الأكثر مبيعًا في الولايات المتحدة

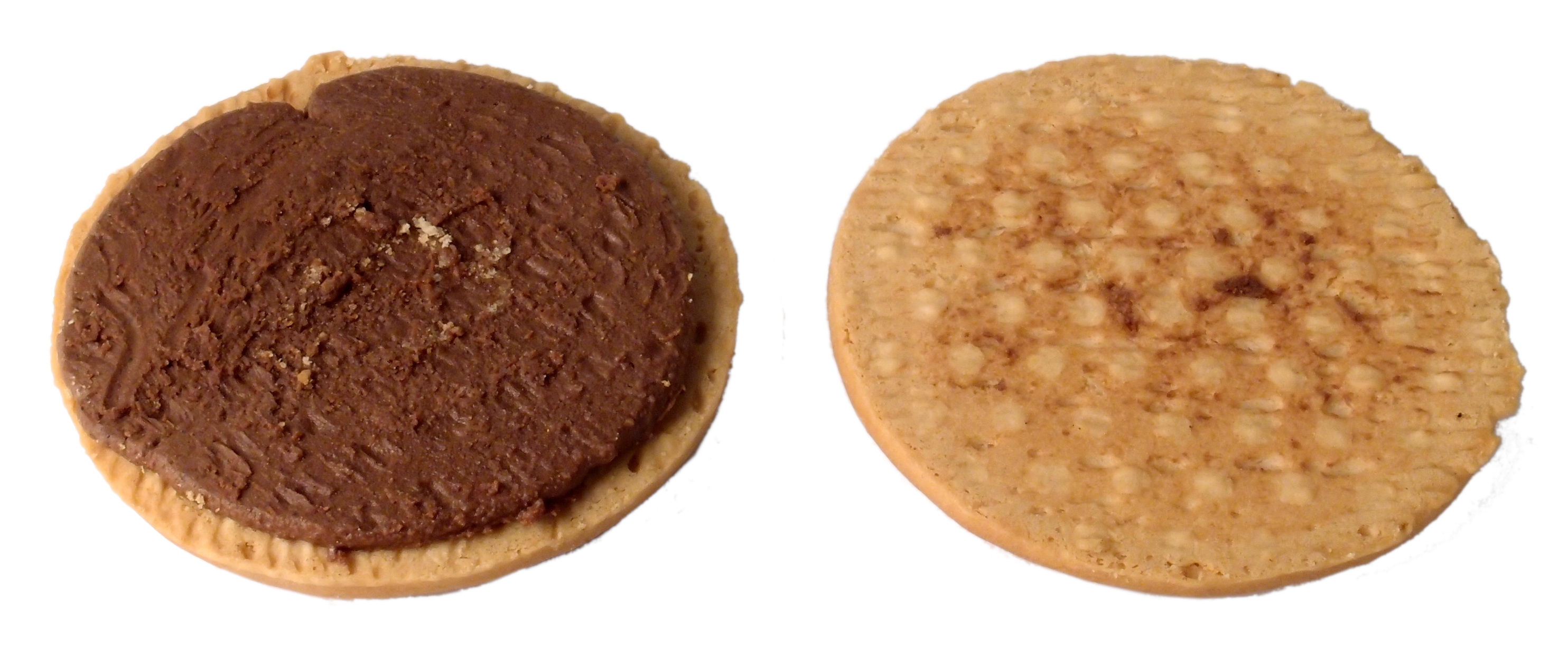
قطعة من بسكويت الشطائر مقسومة أو مفتوحة

بسكويت الشطائر ، هو نوع من البسكويت المصنوعة من قطعتين رقيقتين أو متوسطتين الحجم مع حشوة بينهما. يتم استخدام العديد من أنواع الحشوات ، مثل حشوة الكريمة أو حشوة كريمة الشوكولاتة أو حشوة كريمة الزبدة أو حشوة الجبن الكريمي أو حشوة المربى أو حشوة زبدة الفول السوداني أو حشوة اللبن الرائب أو حشوة المثلجات.

## قائمة بسكويتات شطائر
أسماء الماركات:
- بسكويت بوربون ، بسكويت رقيق مستطيل بنكهة الشوكولاتة مع حشوة كريمة الزبدة بالشوكولاتة
- أيل فودغ كوكيز ، بسكويت بنكهة الزبدة مع حشوة كريم الفدج
- هابي فاسيس ، معنى الإسم بالعربية هو الوجوه السعيدة , كعك قصير مع مربى التوت وحشوة الكريمة
- هيدروكس ، بسكويت شطائر محشو بكريم الشوكولاتة
- جامي دودغارس ، كعكة بحشوة مربى التوت أو الفراولة
- ميلانو ، طبقة رقيقة من الشوكولاتة محصورة بين قطعتين من البسكويت
- مونت كارلو (بسكويت) ، بسكويت حلو محشو بكريمة
- مون باي ، معنة الإسم بالعربية هو فطيرة القمر , أعشاب من الفصيلة الخبازية محصورة بين قطعتين من بسكويت

## التسويق
في النصف الأول من القرن الحادي عشر ، أصبحت العلامات التجارية لبسكويت الشطائر أو البسكويت المحشو شائعة للغاية ويمكن العثور عليها بسهولة على الأرفف في المتاجر. يمكن العثور عليها بالمتاجر خاصة في شكل أكياس صغير يسهل حملها.
يحاول بعض صانعين المواد الغذائية الحد من تناول السكريات قدر الإمكان وإطلاق بعض المنتجات المقدمة على أنها منتجات عضوية. 